# Raúl Sanguinetti
Raúl Carlos Sanguinetti (ur. 4 kwietnia 1933 w Paranie, zm. 6 sierpnia 2000 w Buenos Aires) – argentyński szachista, arcymistrz od 1982 roku.

## Kariera szachowa
W latach 50., 60. i 70. XX wieku należał do ścisłej czołówki argentyńskich szachistów, siedmiokrotnie zdobywając tytuły mistrza kraju (1956, 1957, 1962, 1965, 1968, 1973, 1974). Pomiędzy 1956 a 1976 siedmiokrotnie wystąpił w narodowej drużynie w szachowych olimpiadach, na których zdobył 4 medale: dwa złote za wyniki indywidualne w latach 1956 (na V szachownicy) i 1962 (na IV szachownicy) oraz dwa brązowe zdobyte wraz z drużyną na olimpijskich turniejach w Monachium (1958) i Warnie (1962). Dwukrotnie awansował do turniejów międzystrefowych (eliminacji mistrzostw świata): w roku 1958 w Portorożu zajął XIV, natomiast w 1976 w Biel/Bienne - XVI miejsce.
Do największych sukcesów Sanguinettiego w turniejach międzynarodowych należały zwycięstwa w São Paulo (1957, przed Miguelem Najdorfem i Hectorem Rossetto), Buenos Aires (1958, 1963, 1968, 1977), Bariloche (1960, wraz z Alfredo Esposito), Punta del Este (1964), Fortalezie (1975, turniej strefowy), Mar del Placie (1976, wraz z Victorem Brondem) i Santos Lugares (1977), jak również II-III m. w Rio de Janeiro (1957, turniej strefowy) oraz II m. w Winnipeg (1974, mistrzostwa panamerykańskie, za Walterem Browne).
W 1982 Międzynarodowa Federacja Szachowa przyznała mu honorowy tytuł arcymistrza za wyniki osiągnięte w przeszłości.